# 29. julij
29. julij je 210. dan leta (211. v prestopnih letih) v gregorijanskem koledarju. Ostaja še 155 dni.

## Dogodki
- 1014 – Bitka na Belasici med  Bolgari in Bizantinci
- 1030 – bitka pri Stiklestadu med vojsko norveškega kralja Olafa II. in njegovimi poganskimi podložniki; Olaf je v bitki ubit
- 1567 – Jakob I. Angleški v Stirlingu okronan za škotskega kralja
- 1588 – angleška mornarica pri Gravelinesu potolče špansko
- 1693 – bitka pri Landenu (niz. Neerwindenu) med Francozi in zavezniki
- 1851 – Annibale de Gasparis odkrije asteroid 15 Evnomija
- 1900 – anarhist Gaetano Bresci ubije italijanskega kralja Umberta I.
- 1907 – Robert Baden-Powell ustanovi gibanje skavtov
- 1913 – Albanija priznana kot neodvisna kneževina
- 1914 – začetek prve svetovne vojne
- 1941 – Japonska in Vichyjska Francija podpišeta sporazum o skupni obrambi Indokine
- 1947 – po nadgradnji pomnilnika znova zaženejo računalnik ENIAC, ki neprekinjeno deluje še 8 let
- 1954 – Lino Lacedelli in Achille Compagnoni kot prva človeka priplezata na K2
- 1957 – ustanovljena Mednarodna agencija za atomsko energijo (IAEA)
- 1958 – ameriški Kongres ustanovi NASO
- 1981 – britanski princ Charles se poroči z Diano Spencer
- 1993 – izraelsko sodišče ovrže vse obtožbe proti Johnu Demjanjuku, domnevmem mučitelju iz koncentracijskega taborišča Treblinka

## Rojstva
- 1166 – Henrik II. Šampanjski, grof, jeruzalemski kralj († 1197)
- 1214 – Sturla Thordarson, islandski državnik, pisatelj († 1284)
- 1356 – Martin Aragonski, aragonski in sicilski (II.) kralj († 1410)
- 1605 – Simon Dach, pruski pesnik († 1659)
- 1793 – Ján Kollár, slovaški pesnik († 1852)
- 1805 – Alexis de Tocqueville, francoski filozof, politolog, zgodovinar († 1859)
- 1817 – Ivan Konstantinovič Ajvazovski, armensko-ruski slikar († 1900)
- 1843 – Johannes Schmidt, nemški jezikoslovec († 1901)
- 1849 – Max Nordau, judovski zdravnik, pisatelj, cionist († 1923)
- 1869 – Newton Booth Tarkington, ameriški pisatelj, dramatik († 1946)
- 1878 – Don Marquis, ameriški pisatelj, pesnik, novinar († 1937)
- 1882 – Števan Kühar, slovenski pisatelj in ljudski zbiratelj na Madžarskem († 1915)
- 1883 – Benito Mussolini, italijanski fašistični diktator († 1945)
- 1887 – Sigmund Romberg, madžarski skladatelj († 1951)
- 1889 – Ernst Reuter, nemški politik († 1953)
- 1898 – Isidor Isaac Rabi, ameriški fizik, avstrijskega rodu, nobelovec 1944 († 1988)
- 1905 – Dag Hammarskjöld, švedski diplomat, nobelovec 1961 († 1961)
- 1929 – Jean Baudrillard, francoski filozof in sociolog († 2007)
- 1953 – Geddy Lee, kanadski težkometalni kitarist
- 1981 – Fernando Alonso, španski dirkač formule ena

## Smrti
- 1030 – Olaf II., norveški kralj (* 995)
- 1095 – Ladislav I., ogrski kralj (* ca. 1040)
- 1099 – papež Urban II. (* 1042)
- 1108 – Filip I., francoski kralj (* 1052)
- 1201 – Neža Meranijska, francoska kraljica
- 1236 – Ingeborg Danska, princesa, francoska kraljica (* 1175)
- 1507 – Martin Behaim, nemško-portugalski raziskovalec popotnik, pomorščak, geograf, kartograf, kozmograf (* 1459)
- 1644 – Urban VIII., papež italijanskega rodu (* 1568)
- 1833 – William Wilberforce, angleški aktivist proti suženjstvu (* 1759)
- 1839 – Gaspard de Prony, francoski matematik, inženir (* 1755)
- 1856 – Robert Alexander Schumann, nemški skladatelj, pianist (* 1810)
- 1890 – Vincent van Gogh, nizozemski slikar (* 1853)
- 1900 – Umberto I., italijanski kralj (* 1844)
- 1951 – Hozumi Šigeto, japonski pisatelj (* 1883)
- 1952 –
  - Vinko Vodopivec, slovenski skladatelj (* 1878)
  - Ivan Zajec, slovenski kipar (* 1869)
- 1956 – Ludwig Klages, nemški psiholog, filozof (* 1872)
- 1970 – sir John Barbirolli, britanski čelist, dirigent italijanskega rodu (* 1899)
- 1974 – Erich Kästner, nemški pisatelj (* 1899)
- 1975 – James Blish - William Atheling Jr., ameriški pisatelj, kritik (* 1921)
- 1979 – Herbert Marcuse, nemško-ameriški sociolog, filozof (* 1898)
- 1983 –
  - Luis Buñuel Portolés, španski filmski režiser (* 1900)
  - James David Graham Niven, angleški gledališki in filmski igralec (* 1909)
- 1990 – Bruno Kreisky, avstrijski kancler judovskega rodu (* 1911)
- 1992 – Dominik Smole, slovenski dramatik (* 1929)
- 1994 – Dorothy Crowfoot Hodgkin, angleška kemičarka, nobelovka 1964 (* 1910)
- 2001 – Edward Gierek, poljski politik (* 1913)
- 2018 – Oliver Dragojević, hrvaški pevec (* 1947)
- 2019 – Tine Lesjak, slovenski harmonikar in skladatelj (* 1957)